# Erik Martens
Per Erik Martens, född 20 juni 1900 i Malmö S:t Pauli församling, död 6 september 1956 i Göteborg,  var en svensk skolledare och lektor i matematik och fysik.

## Biografi
Efter studier i Uddevalla blev han student vid Lunds universitet 1918. filosofie magister 1921, filosofie licentiat 1926 och disputerade 1928 för filosofie doktorsgrad med en avhandling inom ämnet astronomi. Martens gjorde provår 1922–1923 och var sedan extralärare vid Högre latinläroverket i Göteborg 1923–1924 samt assistent vid svenska hydorologisk-biologiska kommissionen 1924–1927. Han var sedan ordinarie lärare vid Göteborgs högre samskola 1927–1930 och föreståndare (rektor) där 1930–1934. År 1933 blev han lektor i matematik och fysik vid Västerås högre allmänna läroverk. Han hade sedan förordnanden som rektor vid Kristianstads högre allmänna läroverk från 1936, vid Norra realläroverket , Stockholm från1946 och vid Vasa högre allmänna läroverk i Göteborg från1953.
Under tiden i Västerås var han medlem av domkapitlet i Västerås stift. Under tiden i Kristianstad tillhörde han stadsfullmäktige.
Förutom doktorsavhandlingen har Martens skrivit artiklar om hydrografi.
Erik Martens är gravsatt tillsammans med hustru och ett tidigt avlidet barn  på Västra kyrkogården, Göteborg.